# Fairview (Teksas)
Fairview – miasto w Stanach Zjednoczonych, w północno-wschodniej części stanu Teksas, w hrabstwie Collin.

## Klimat
Miasto leży w strefie klimatu subtropikalnego, umiarkowanego, łagodnego bez pory suchej i z gorącym latem, należącego według klasyfikacji Köppena do strefy Cfa. Średnia temperatura roczna wynosi 18,1°C, a opady 762 mm. Średnia temperatura najcieplejszego miesiąca - lipca wynosi 28,4°C, natomiast najzimniejszego stycznia 7,0°C. Miesiącem o najwyższych opadach jest czerwiec o średnich opadach wynoszących 116,8 mm, natomiast najniższe opady są w styczniu i wynoszą średnio 35,6 mm.